# Астеризм (астрономія)

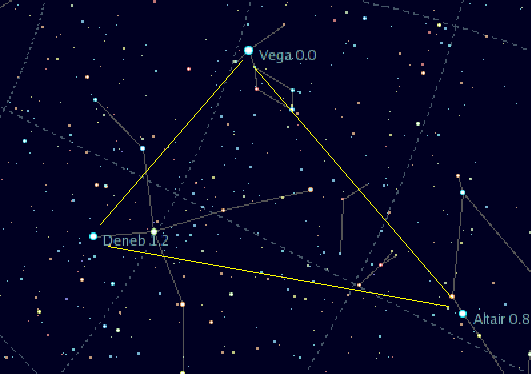
Астеризм «Літньо-осінній трикутник»

Астеризм (дав.-гр. ἀστήρ (астер)— зоря) — група зір, що легко розрізняється на нічному небі та може мати історичну назву. Але якщо група зір включає практично всі яскраві зорі певного сузір'я, наприклад, Дельфін, Північна Корона, Волосся Вероніки чи Південний Хрест, то вона не є астеризмом.

## Історія
Ще за часів зародження цивілізації людина, вдивляючись в зоряне небо, почала виокремлювати серед зір певні групи, які з чимось асоціювались. Жителі різних регіонів планети виокремлювали різні групи, які іноді повторювались. Їх почали називати астеризмами, або ж сузір'ями. Але офіційний перелік не вівся, будь-хто міг виокремити якусь групу й назвати її. Іноді такі ставали загальноприйнятими. Реальної різниці між сузір'ям та астеризмом тоді не було. Зокрема, в античних авторів сім зір Великого Воза були синонімом сузір'я Велика Ведмедиця, а сузір'я Кассіопея — еквівалентне астеризму «W». Лише коли астрономія почала стрімко розвиватися, зоряні каталоги й атласи вдосконалювались, тоді термін «сузір'я» почав означати ділянку небесної сфери, а «астеризм» досі означає групу зір. Остаточно ці терміни розділились у 20-30-х роках XX століття, коли Міжнародний астрономічний союз офіційно визначив перелік 88 сузір'їв та їх межі. Для сучасної астрономії астеризми не мають великого значення, офіційні списки їх не ведуться. Лише астрономи-аматори створюють каталоги астеризмів, які можна спостерігати через непрофесійні оптичні прилади.
Існує також таке поняття як катастеризм (дав.-гр. Καταστερίζω — поміщати серед зірок) — процес і результат перетворення у давньогрецькій міфології богів, людей, тварин і предметів в об'єкти зоряного неба: сузір'я, астеризми, зорі й Чумацький Шлях. У сучасному розумінні катастеризм — це перенесення міфологічних і релігійних образів на небесні об'єкти. Термін застосовується тільки для античних міфів, часто синонімічний поняттю астральні міфи. Для міфів, пов'язаних із Сонцем і Місяцем, використовуються терміни солярні міфи і місячні міфи.

## Типи астеризмів
Астеризми можна поділити на кілька типів лише умовно, оскільки багато можуть належати до різних типів[джерело?].

### Сезонні астеризми
До сезонних астеризмів належать великі групи яскравих зір, які найкраще спостерігати у певну пору року. Наприклад: навесні можна спостерігати Діамант Діви та окрему його частину Весняний Трикутник; влітку — Літньо-осінній трикутник; восени — Великий Квадрат, Літньо-осінній трикутник; взимку — Зимовий трикутник, Зимове коло та Єгипетський Хрест.

### Формотворчі астеризми
До формотворчих астеризмів належать групи зір, що формують контур всього сузір'я. До них можна віднести W-астеризм в сузір'ї Кассіопея, Північний Хрест в сузір'ї Лебідь, Сніп в сузір'ї Оріон, Ескімо в сузір'ї Волопас, Вітрило Спіки у сузір'ї Ворон, Метелик у сузір'ї Геркулес.

### Образні (секційні) астеризми
До секційних астеризмів належать групи зір, що відповідають певним частинам традиційних фігур сузір'їв та певним чином пов'язані з тим, образом чого є дане сузір'я. Їх є досить багато, оскільки в кожному досить великому сузір'ї можна знайти кілька таких астеризмів. Наприклад: Голова Дракона в сузір'ї Дракон, Глечик або Y-астеризм в сузір'ї Водолій, Пояс Оріона, Щит Оріона та Меч Оріона в сузір'ї Оріон, Голова Горгони в сузір'ї Персей, Хвіст Скорпіона у сузір'ї Скорпіон, Північна Риба і Західна Риба в сузір'ї Риби, Коза і козенята в сузір'ї Візничий та багато інших.

### Асоціативні астеризми
До секційних астеризмів належать групи зір, що нагадують певний об'єкт, але не мають стосунку до основної фігури відповідного сузір'я.
Їх також можна нарахувати досить багато. До них належать: Малий Ківш у сузір'ї Мала Ведмедиця, Великий Ківш у сузір'ї Велика Ведмедиця, Фальшивий Південний хрест в сузір'ї Центавр, Серп в сузір'ї Лев, Труна Іова у сузір'ї Дельфін.

### Колишні сузір'я
До цього типу астеризмів належать групи зір, які раніше виокремлювали як окреме сузір'я. Це такі астеризми як Корабель Арго, Північна Муха у сузір'ї Овен, Слава Фрідріха ІІ у сузір'ї Андромеда, Телець Понятковського.

### Телескопічні астеризми
До таких астеризмів належать групи зір, які неможливо (або дуже важко) спостерігати неозброєним оком. До них можна віднести Каскад Кембла в сузір'ї Жираф.